# Newport (Indiana)
La ville de Newport est le siège du comté de Vermillion, situé dans l'Indiana, aux États-Unis. Sa population s’élevait à 515 habitants lors du recensement de 2010, estimée à 487 habitants en 2016.

## Démographie
| Groupe            | Newport | Indiana | États-Unis |
| ----------------- | ------- | ------- | ---------- |
| Blancs            | 99,8    | 84,3    | 72,4       |
| Métis             | 0,2     | 2,0     | 2,9        |
| Autres            | 0       | 13,7    | 24,7       |
| Total             | 100     | 100     | 100        |
|                   |         |         |            |
| Latino-Américains | 0       | 6,0     | 16,7       |

Selon l'American Community Survey, pour la période 2011-2015, 100 % de la population âgée de plus de 5 ans déclare parler anglais à la maison.